# Paralimnus phragmitis
Paralimnus phragmitis är en insektsart som beskrevs av Karl Henrik Boheman 1847. Paralimnus phragmitis ingår i släktet Paralimnus och familjen dvärgstritar. Arten är reproducerande i Sverige. Inga underarter finns listade i Catalogue of Life.